# Campo del Ghetto Novo
El Campo del Ghetto Novo és un campo situat al barri de Cannaregio de Venècia, que allotjava els jueus que vivien al gueto, les seves sinagogues i activitats comercials.

## Història

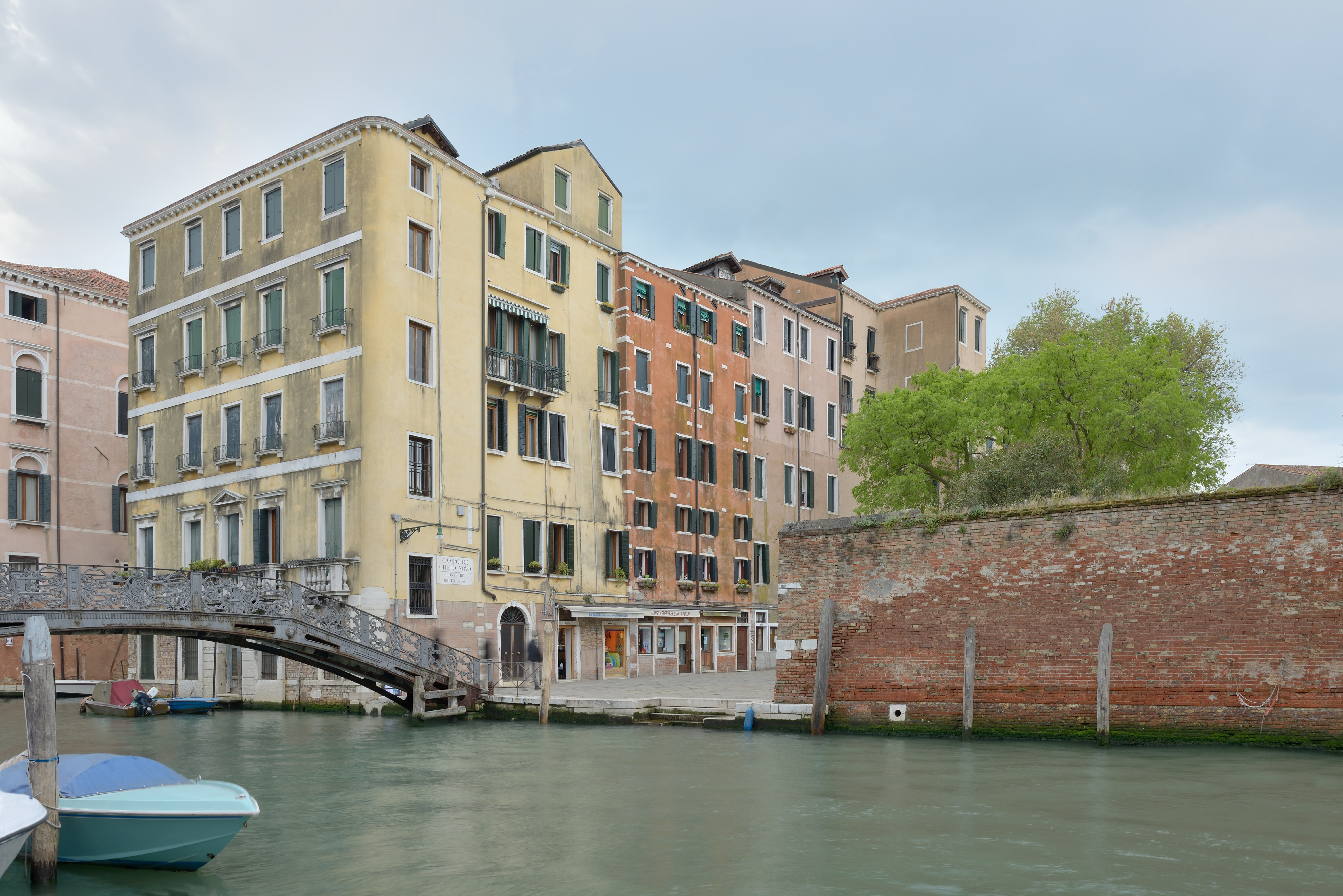
Palau del Ghetto Novo i Ponte de Gheto Novo sobre el Rio de San Gerolamo a Cannaregio.

Sense poder estendre's més enllà de les fronteres, per tal d'ampliar les possibilitats d'acollida, va caldre augmentar el nombre de plantes dels edificis en alçada, tot i que només de forma lleu.

## Llocs d'interès
- Gran Escola Alemanya
- Escola de Canton
- Escola Italiana

## Manifestacions
El característic espai urbà del campo s'ha prestat, amb el temps, a ser utilitzat per a diversos esdeveniments i espectacles, vinculats al cinema i la dansa.